# بئر نفط

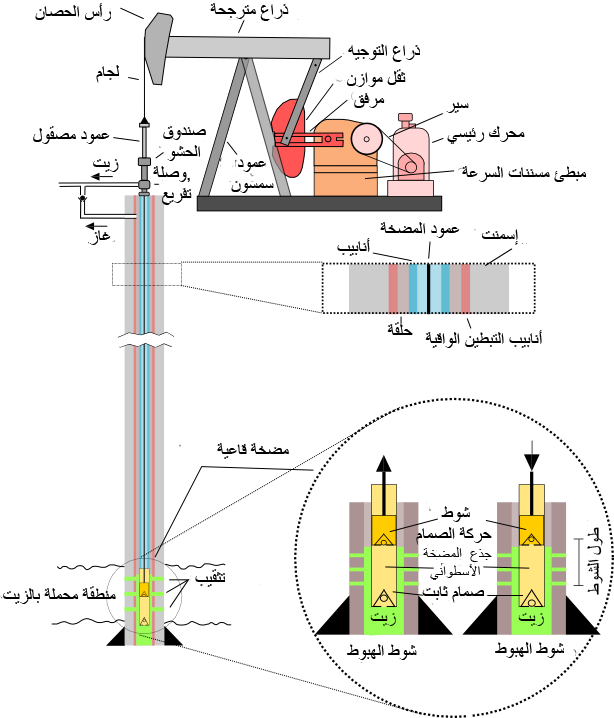
A schematic of a typical oil well being produced by a مضخة نفط.

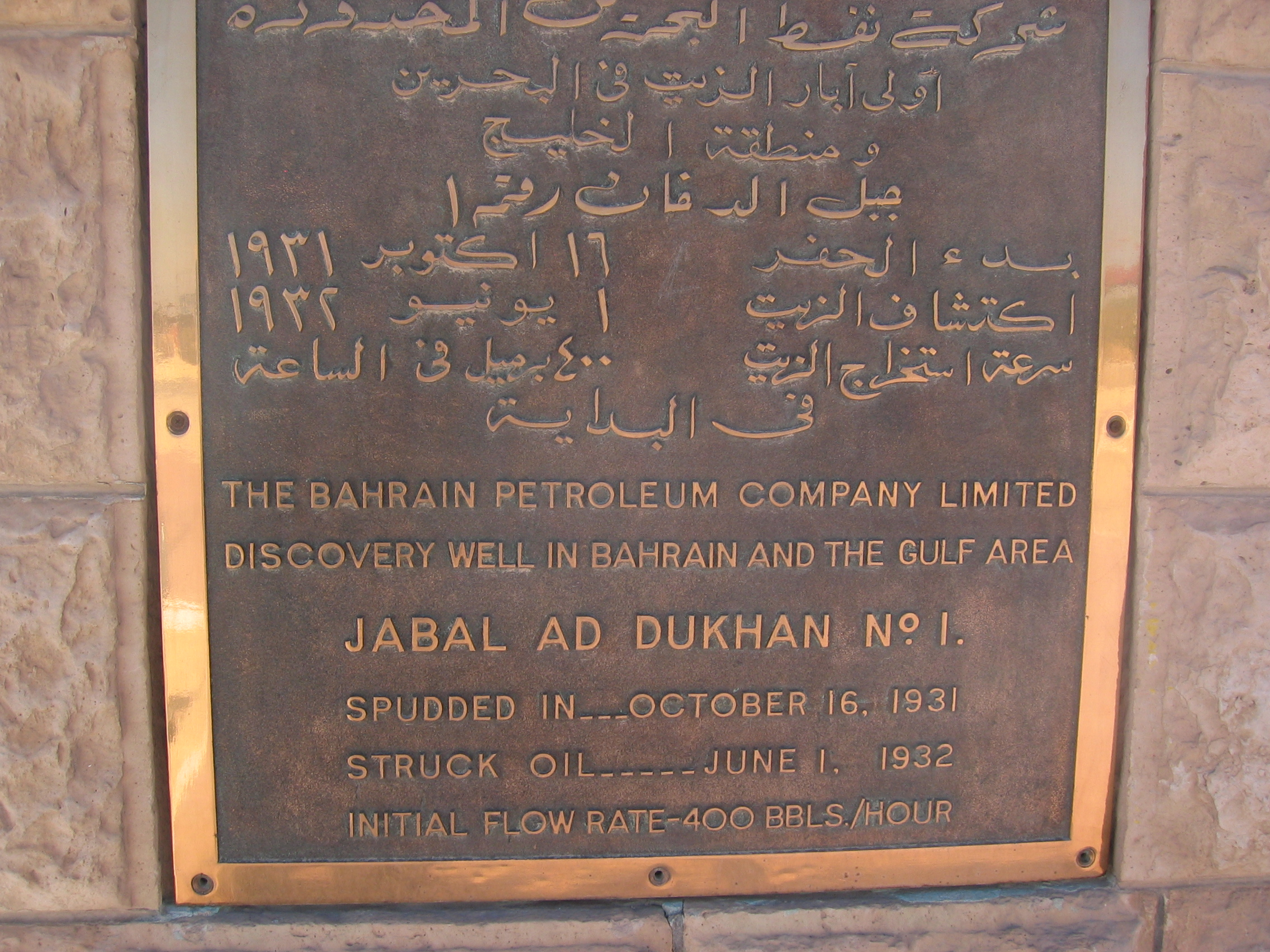
لوحة تذكارية عند أول آبار شركة نفط البحرين.

بئر النفط حفرة تحفر في أعماق الأرض للوصول إلى الصخور التي تحتوي على النفط أو الغاز الذي يمكن استخراجه.

## طريقة وجوده
المسوحات الزلزالية توفر صوراً لطبقات الصخر لعدة كيلومترات تحت الأرض. ويحلل العلماء الجيولوجيون هذه الصور للعثور على مناطق قد تحتوي على النفط أو الغاز.
تستعمل معدات الحفر لحفر بئر في مواقع تحت الأرض قد تحتوي على الأغلب على النفط، ومِن ثَمَّ تشكل بئر نفط. تستخدم العديد من معدات الحفر على الأرض، وفي المياه الضحلة وفي المياه العميقة.
يتم حفر الآبار على مسافة عدة كيلومترات تحت الأرض خلال الصخر الصلب. ولقمة الحفر هي الأداة المستخدمة للقطع خلال الصخر. تعمل معظم لقم الحفر بواسطة كشط الصخر أو تحطيمه، أو كليهما، وعادة بالحركة الدورانية. تقع لقمة الحفر في نهاية ساق الحفر. تصنع ساق الحفر من امتدادات أنابيب فولاذية مثبتة بعضها ببعض. يتم الضغط من أداة الحفر على أعلى ساق الحفر للدفع داخل الأرض. عندما يصل أعلى ساق الحفر إلى نهاية أداة الحفر، تتم إضافة طول آخر من أنبوب الحفر في الأعلى. تستمر هذه العملية حتى تصل لقمة الحفر إلى طبقات الصخر التي يعتقد أنها تحتوي على النفط.
يستخدم الطين لتبريد لقمة الحفر وتزييتها وإزالة قطع الصخر. وتكون غالباً مزيج من المعادن الطبيعية الموجودة والماء أو النفط. يجب التخلص من الطين دون إحداث ضرر بالبيئة. يتطلب هذا عمليات تنظيف خاصة ودفن النفايات على الشاطئ. يستخدم الطين
المستند على الماء عند الإمكان، لأنه يمكن التخلص منه في البحر دون إحداث ضرر
بالحياة المائية.

## التجويف
تُحفَر البئرُ النفطيةُ بٱستخدامِ الحفارة النفطية (Rig) ذات المعدات الثقيلة للغاية ويتم أنزال مواسير الحفر التي تكون مربوطة من جهة برأس حفر خاص يحوي مسننات لتحطيم الصخر وتفتيته ومن جهة أخرى تكون مربوطة بمنظومة تدوير ومنظومة رفع ومنظومة ضخ لسائل الحفر داخل هذه المواسير التي تكون مهمته الرئيسية هي تبريد رأس الحفر الذي يكون على احتكاك مباشر مع الصخور ويقوم هذا السائل أيضا بمهمه رفع الفتات من قاع البئر إلى سطح الأرض. يمكن استخدام أدوات أخرى في مؤخرة لقمة الحفر لتغيير اتجاه الحفر تدريجياً. هناك حفر آبار تصل في العمق إلى 10 كيلومترات (6 أميال) وبعضها يصل إلى أكثر من 10 كيلومترات (6 أميال) من الجوانب إلى أعماق باطن الأرض.
يتم تخطيط حفرة البئر مع امتدادات أنبوب الفولاذ الذي تجتمع معاً لتشكل أنبوباً مجوفاً فارغاً ممتداً. يتم ضخ نوع خاص من الاسمنت إلى قاع الأنبوب. يقوم الاسمنت وتحت الضغط بدفع الأنبوب الفولاذي لملء أية فجوات بين الأنبوب والصخر. يتم عمل ثقوب خلال الأنبوب الفولاذي على العمق الذي يتوقع أن تحتوي فيه الصخور على نفط وغاز. وتدعى هذه العملية التجويف.
يتم وضع الصمامات وأدوات المراقبة الإلكترونية في قعر البئر. يمكن إرسال المعلومات عن مقدار النفط والغاز والماء الذي يغمر البئر بشكل إلكتروني بواسطة قمر صناعي إلى خبراء في مكتب بعيد. باستخدام هذه المعلومات، يمكن فتح الصمامات في آبار النفط وإغلاقها بالتحكم عن بعد، وذلك لزيادة إنتاج الغاز في كل بئر النفط.